# Maeil Broadcasting Network
Телерадіомо́вна Мережа «Кожен день» або Маеіл Бродкастінг Нетворк, скор. «Ем-Бі-Ен» (ханг.: 주식회사 매일방송, ханча: 株式會社 每日放送; англ. Maeil Broadcasting Network, скор. MBN) — приватна південнокорейська телевізійна станція доступна на кабельному, супутниковому, IPTV, DVB-C і DVB-S. Була заснована 23 вересня 1993 року, а 1 березня 1995 р. почала мовлення.
Штаб-квартира каналу розташована за адресою — місто Сеул, район Юнг-гу, Тогеро 190 (1 га, 30-1).

## Ефір

### Серіали
- «Витончена сім'я» (2019)
- «Додатковий час життя: Останній шанс» (2019)
- «Краща курочка» (2019)
- «Диявольське задоволення» (2018)
- «Попередження про занепокоєння» (2018)
- «Багатий чоловік, бідна жінка» (2018)
- «Все гаразд, адже я мати» (2015)
- «Сльози небес» (2014)
- «Чисте небо після дощу» (2013)
- «Стук» (2012)
- «Чи може любов коштувати грошей?» (2012)
- «Нарешті ти прийшов!» (2011—2012)
- «Вампір Ідол» (2011—2012)
- «Що відбувається?» (2011)[1]

## Телешоу
- «Реальне життя чоловіка і жінки»
- «Клуб гурманів»
- «Привіт, у вас є кімната?»
- «Щасливо незаміжні дівчата»
- «Весільна індустрія»
- «Чотири сім'ї під одним дахом»
- «Король і жінка»
- «Моя історія — U-KISS»

## Логотип

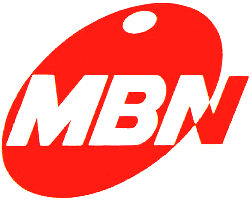
Перше лого MBN (1995—2002 рр.)
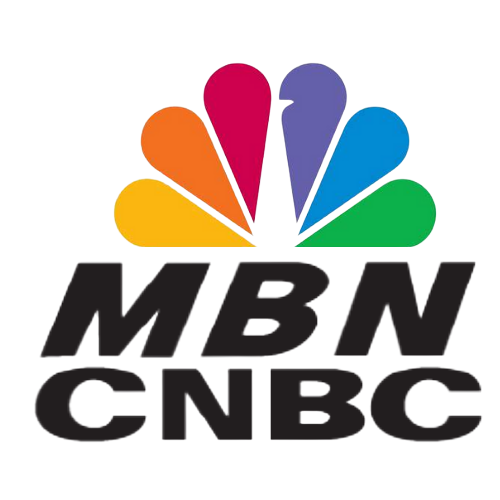
Друге лого MBN (2002—2005 рр.)
Третє лого MBN (2005—по теперішній час)
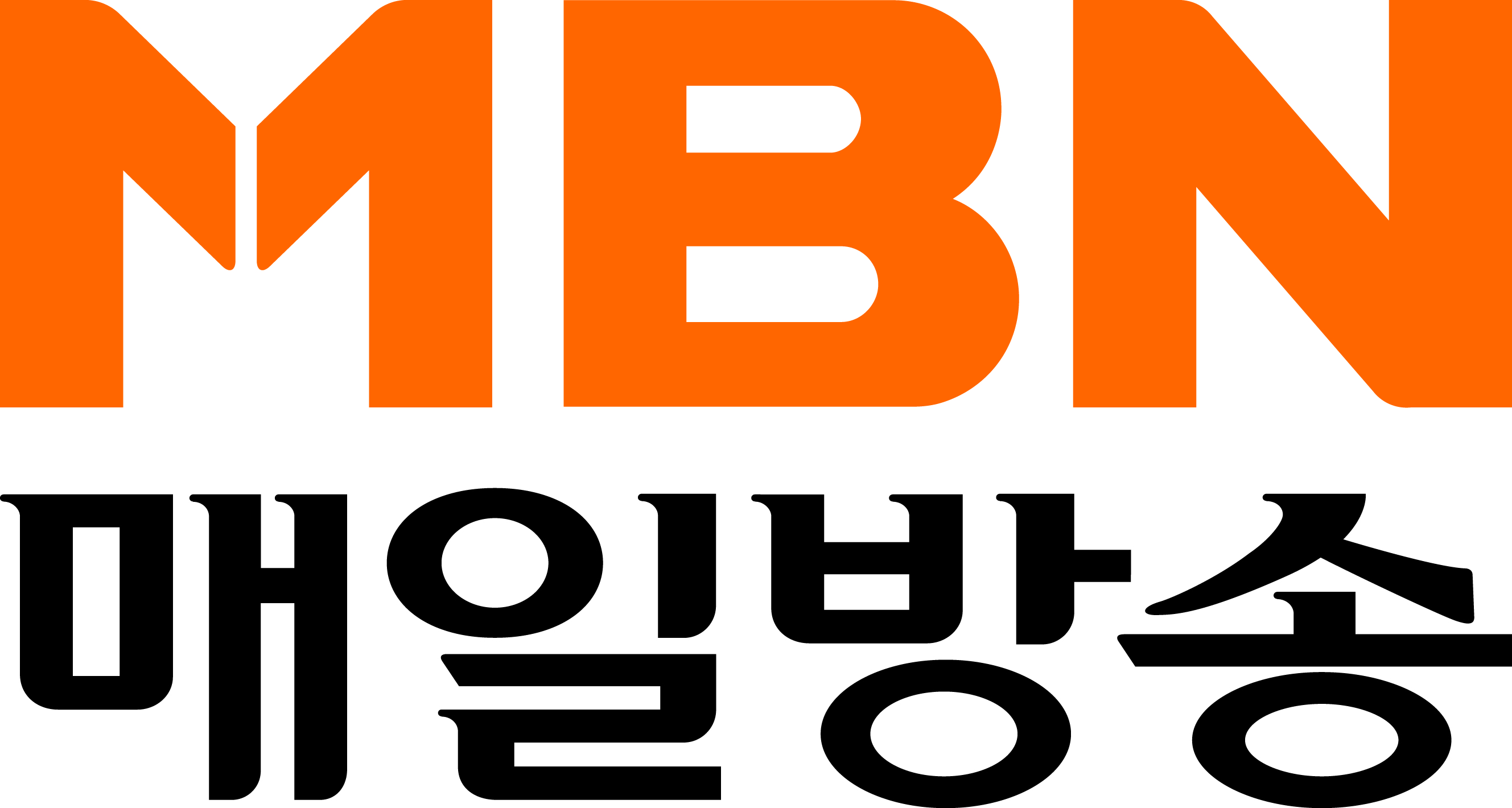
Четверте, поточне лого MBN (2005—по теперішній час)